# Lydia Baxter
Lydia Baxter, född 2 september 1809 i Petersburgh i delstaten New York i USA, död 23 januari 1874 i New York, var en poet och medlem i en baptistförsamling i Petersburgh. 
Lydia Baxter flyttade som gift till New York. Under flera år var hon bunden vid sjuksängen och hennes mest kända sånger kom till mot slutet av hennes liv.

## Sånger
- Jag vet en port som öppen står (Nr 478 i Hemlandssånger 1891, nr 223 i Den svenska psalmboken 1986) Finns på Wikisource.
- Tag det namnet Jesus med dig (Nr 600 i Sionstoner 1889) Finns på Wikisource.